# Semen Osadchi
Semen Kuzmovich Osadchi (en ucraniano: Семен Кузьмович Осадчий; Calfa, 1904-Madrid, 13 de noviembre de 1936) fue un oficial de tanques soviético ucraniano que participó en la guerra civil española, distinguido con el título de Héroe de la Unión Soviética. Osadchi formó parte de la tripulación que realizando la primera embestida de tanque del mundo 

## Biografía
Osadchi nació en 1904 en una familia de clase trabajadora ucraniana en la gobernación de Besarabia del Imperio ruso. Vivió en el pueblo de Slovianoserbka (óblast de Odesa, Ucrania). Se graduó de la escuela primaria y de la escuela ferroviaria, posteriormente trabajando como cerrajero.
Fue llamado en el Ejército Rojo desde 1926, graduándose de la escuela blindada de Uliánovsk y uniéndose al Partido Comunista de la Unión Soviética en 1928. 
Osadchi participó en la guerra civil española. El 29 de octubre de 1936 participó en la primera batalla de tanques del mundo como parte de la compañía de Pols Armāns cerca de la localidad de Seseña. En esta batalla, el teniente Osadchi formó parte de la tripulación del T-26 que empujó una tanqueta italiana L3/33 a un barranco, realizando la primera embestida de tanque del mundo. Fue herido en batalla, pero permaneció en servicio. El 3 de noviembre de 1936, la tripulación del teniente Osadchi destruyó dos baterías de artillería y seis posiciones de ametralladoras en batalla, causando más de 200 bajas. En esta batalla, un impacto directo de un proyectil le arrancó ambas piernas y falleció el 13 de noviembre de 1936 en un hospital de Madrid a causa de gangrena. 
El título de Héroe de la Unión Soviética le fue otorgado póstumamente el 31 de diciembre de 1936. Una escuela en Slovianoserbka lleva su nombre. En octubre de 2017 se erigió una placa conmemorativa en su honor en la pared de la guarnición de los oficiales del Grupo Operativo de las Fuerzas Rusas.

## Condecoraciones
- Héroe de la Unión Soviética (31 de diciembre de 1936).